# Lenora (Kansas)
Lenora is een plaats (city) in de Amerikaanse staat Kansas, en valt bestuurlijk gezien onder Norton County. Lenora is gesticht in 1874. In 1882 kreeg de plaats een spoorwegverbinding. Vijf jaar later woonden er bijna 500 inwoners.

## Demografie
Bij de volkstelling in 2000 werd het aantal inwoners vastgesteld op 306.
In 2006 is het aantal inwoners door het United States Census Bureau geschat op 280, een daling van 26 (-8,5%).

## Geografie
Volgens het United States Census Bureau beslaat de plaats een oppervlakte van
1,3 km², geheel bestaande uit land.

## Plaatsen in de nabije omgeving
De onderstaande figuur toont nabijgelegen plaatsen in een straal van 32 km rond Lenora.